# Thomas Drange
Thomas Drange, norveški rokometaš, * 22. februar 1986.
Leta 2010 je na evropskem rokometnem prvenstvu s norveško reprezentanco osvojil 7. mesto.